# 紅坊 (新南威爾斯州)
紅坊，又譯列墳、雷德芬，是澳洲新南威爾斯州雪梨南部的一個市區，位於雪梨商業中心區以南3（1.9英里）處，雪梨市地方政府行政區內。士多啤梨山是與薩里山接壤的郊區。該地區已士紳化為高尚市區。州政府亦曾對該地區大規模重建，以增加人口及降低該市區及鄰近的華打魯市區的清貧人口集中度。傳統上，此處為先住民聚居的地區。

## 知名居民
- 樂洛伊小子

## 延伸閱讀
- Anne-Marie Whitaker. Pictorial History of South Sydney. Published by Kingsclear Books, Australia. 2002. (ISBN 0 908272 69 3)

## 外部連結
- Redfern Oral History （页面存档备份，存于）
- City of Sydney - Our villages - Redfern Street （页面存档备份，存于）
- Redfern-Waterloo Authority （页面存档备份，存于）
- Local Residents Group （页面存档备份，存于）
- Local Community Centre （页面存档备份，存于）
- Redfern Life Project （页面存档备份，存于）
- . Dictionary of Sydney. 2015  [29 September 2015]. [CC-By-SA]